# Cité de la mode et du design
La Cité de la mode et du design (Ciudad de la Moda y el Diseño) es un edificio ubicado en el emplazamiento de los antiguos almacenes generales del Quai d'Austerlitz, en el XIII distrito de París, Francia. Su inauguración, prevista inicialmente para principios de 2008, tuvo lugar en 2010.
IFM Paris (Instituto Francés de la Moda) se encuentra en el edificio desde 2008. Art Ludique, un museo de exposiciones de arte contemporáneo en cómics, manga, cine, animación en vivo y videojuegos, también se encontraba en el edificio, pero dejó de estarlo en 2019.
Situada junto al Sena, entre la Gare d'Austerlitz y la Biblioteca Nacional de Francia, la Ciudad de la Moda y el Diseño, diseñada por los arquitectos Jakob + MacFarlane, es uno de los monumentos contemporáneos más destacados de París, con su audaz arquitectura.